# Émile de Wogan

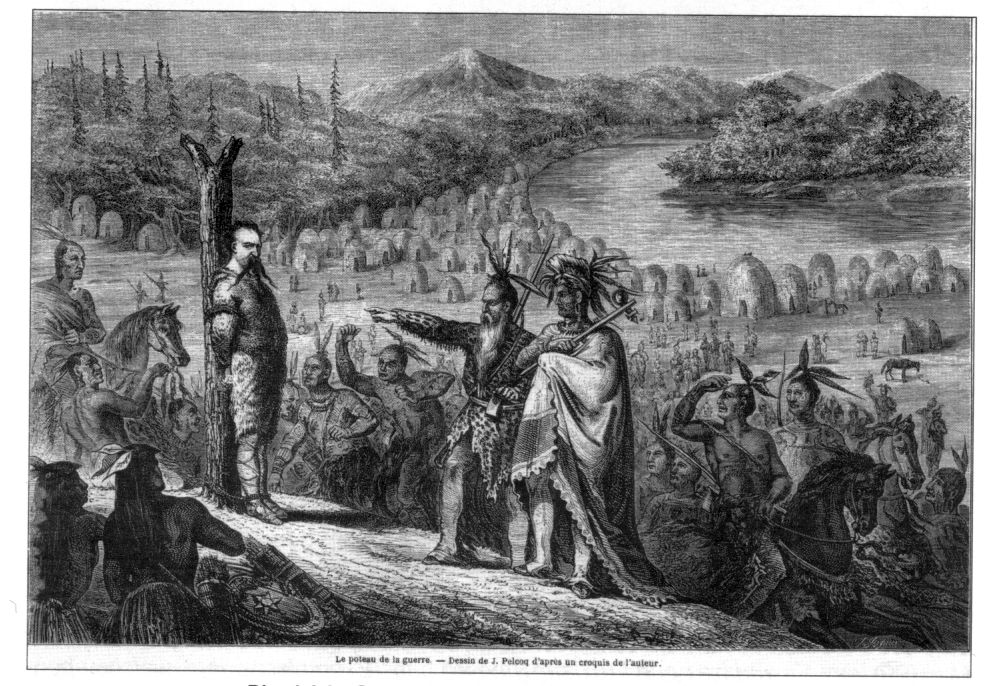
Emile de Wogan, Gefangener der Indianer, Zeitschrift Le Tour du Monde, 1877

Emile de Wogan (* 13. März 1817 in Dinan; † 23. Juni 1891 in Paris) war ein französischer Schriftsteller.
De Wogan war Unteroffizier während der Eroberung von Algerien. 1850 schiffte er sich mit drei Freunden im Zuge des Kalifornischen Goldrausches nach San Francisco ein.
Nach seiner Rückkehr veröffentlichte er Geschichten über Indianer Nordamerikas in einer Serie für mehrere Zeitschriften.

## Werke
- Voyages et Aventures du baron de Wogan, éditions Lambert, 1878
- Du Far-West à Borneo, éditions Didier, 1873
- Le Pirate malais, éditions Didier, 1874
- Six mois dans le Far-West, 1875
- Dolorita. Une tombe dans les forêts vierges, 1877